# Motor en U

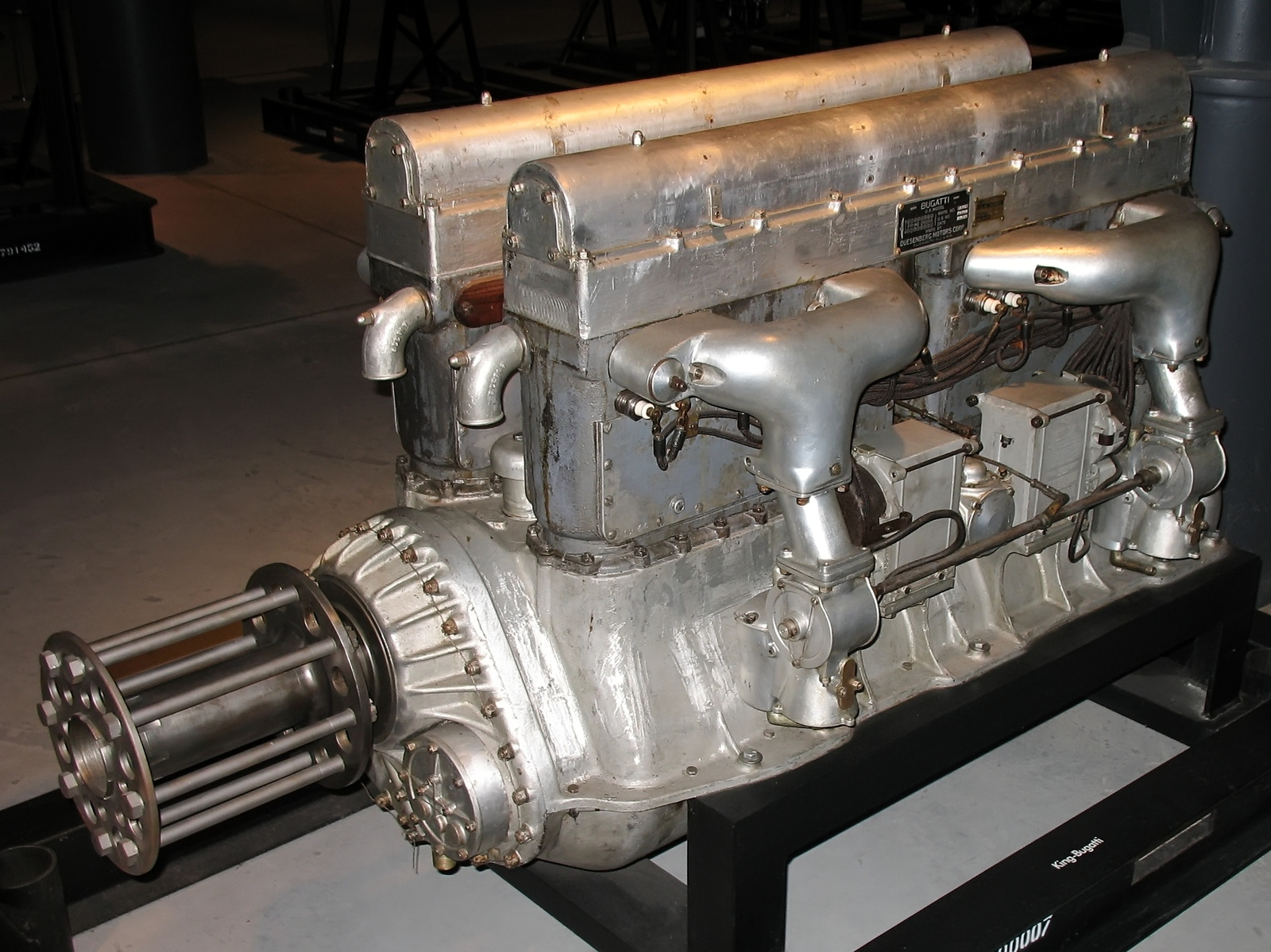
Bugatti U-16.

Un motor en U es un motor de pistones hecho con dos motores en línea separados (completos, cada uno con su cigüeñal) unidos por un engranaje o cadena. Es similar al motor en H que une dos motores boxer. Este diseño a menudo se describe como de "bancos gemelos" o de "doble banco", a pesar de que estos términos a veces se usan para describir a los motores en V.
Esta configuración es poco común, debido a que es más pesada que un diseño en V. Lo más interesante de este diseño es que permite compartir partes en común con motores en línea. Sin embargo, los motores en V con los bancos desplazados también pueden compartir los componentes con un motor en línea (excepto el cigüeñal), y es un diseño mucho más común hoy en día, incluso cuando ambos parten del mismo diseño básico.

## Ejemplos

### Gasolina
Un motor de este tipo es el de 16 cilindros que equipó al prototipo Tipo 45 de Bugatti, del que se produjeron sólo dos ejemplares. Sin embargo, Bugatti licenció el diseño a Duesenberg en Estados Unidos, quien produjo alrededor de 40 motores, y a Breguet de Francia; ambos destinaron el motor al uso aeronáutico.
Matra desarrolló, aproximadamente en 1974, el Bagheera, un prototipo de alta gama equipado con un motor U8 de 2,6 l, construido con dos Simca 1000 Rallye 2 de cuatro cilindros en línea acoplados mediante cadenas. Sin embargo, debido a la crisis del petróleo, el auto nunca entró en producción.

### Diésel
Varios motores diésel en configuración H han sido producidos, por compañías como Lister Blackstone y Sulzer Brothers Ltd.
Un motor diésel de doble banco para uso marino se describe en la patente US 4167857. Sin embargo, no se ha encontrado ninguna documentación adicional que demuestre que un motor de este tipo haya sido usado en barcos.
Sulzer Brothers desarrolló un motor diésel de este tipo para uso en ferrocarriles, la Serie LD, en los años 30, que estuvo en producción durante más de 50 años. Se produjo en varios tamaños de cilindros, incluyendo los 19 (190 mm de diámetro), 22 (220 mm), 25 (250 mm), 28 (280 mm) y 31 (310 mm). Los motores de la serie LD, y la posterior serie LDA, se encontraban comúnmente en los formatos de 6 y 8 cilindros en línea y 12 cilindros en U. Los motores en U fueron instalados en locomotoras operando en varios países, incluyendo Gran Bretaña, Bulgaria, China, Francía, Polonia y Rumanía.
Sulzer Brothers discontinuó, posteriormente, la producción de motores ferroviarios.

## Variantes
Si el cigüeñal de un banco gira en sentido contrario al del otro, el efecto giroscópico de los componentes giratorios puede ser cancelado. Sin embargo, los cigüeñales contrarrotatorios pueden hacer difícil sumar las potencias a la salida.
En el motor Sulzer LDA, un engranaje en cada cigüeñal enlaza con uno más pequeño ubicado en el eje de salida central. Los cigüeñales corren a aproximadamente 750 rpm pero el eje de salida lo hace a alrededor de 1000 rpm. Esto permite usar generadores eléctricos más ligeros y pequeños cuando el motor se usa en una locomotora diésel-eléctrica.

## Motor cuatro en cuadro
Un cuatro en cuadro es un motor U con dos cilindros a cada lado.
Esta configuración fue usada en la motocicleta Ariel Square Four desde 1931 a 1959.
Este diseño fue revivido en una versión de dos tiempos en varias Suzuki de competición, y su versión subsecuente de carretera, la Suzuki RG500. Aunque tuvo algo de éxito, la moto nunca se vendió en gran número, y el diseño fue dejado de lado en favor de los diseños de cuatro tiempos en línea.